# Matthew Harrison
Pour les articles homonymes, voir Harrison.
Matthew Harrison est un réalisateur, scénariste, producteur, acteur et monteur américain né en 1960 à New York (État de New York), aux États-Unis.

## Filmographie

### Comme réalisateur
- 1985 : New Years Eve 1986
- 1985 : Mister Brain
- 1985 : West Side Evan
- 1985 : Tourist Day in New York City
- 1985 : Con Ed Building
- 1987 : Consumed
- 1987 : Three
- 1987 : Apartment Eight
- 1987 : Waking Up Crazy
- 1988 : Santaphobia
- 1992 : Spare Me
- 1993 : Two Boneheads
- 1994 : Rhythm Thief
- 1997 : Puke
- 1997 : Penis
- 1997 : Incompetent Casanova
- 1997 : The Good Life
- 1997 : Kicked in the Head
- 1998 : The Bystander from Hell
- 1999 : Eureka
- 1999 : Popular (série télévisée)
- 2000 : Wrist
- 2001 : Temps mort (Dead Last) (série télévisée)
- 2004 : The Deep and Dreamless Sleep

### Comme scénariste
- 1994 : Rhythm Thief
- 1997 : Puke
- 1997 : Kicked in the Head
- 1999 : Eureka
- 2004 : The Deep and Dreamless Sleep

### Comme producteur
- 1992 : Spare Me
- 1994 : Rhythm Thief
- 1997 : Puke

### Comme acteur
- 1997 : Kicked in the Head
- 2018 : Destin brisé : Britney Spears, l'enfer de la gloire : James Spears

### Comme monteur
- 1994 : Rhythm Thief